# 岐阜県道354号上麻生停車場線

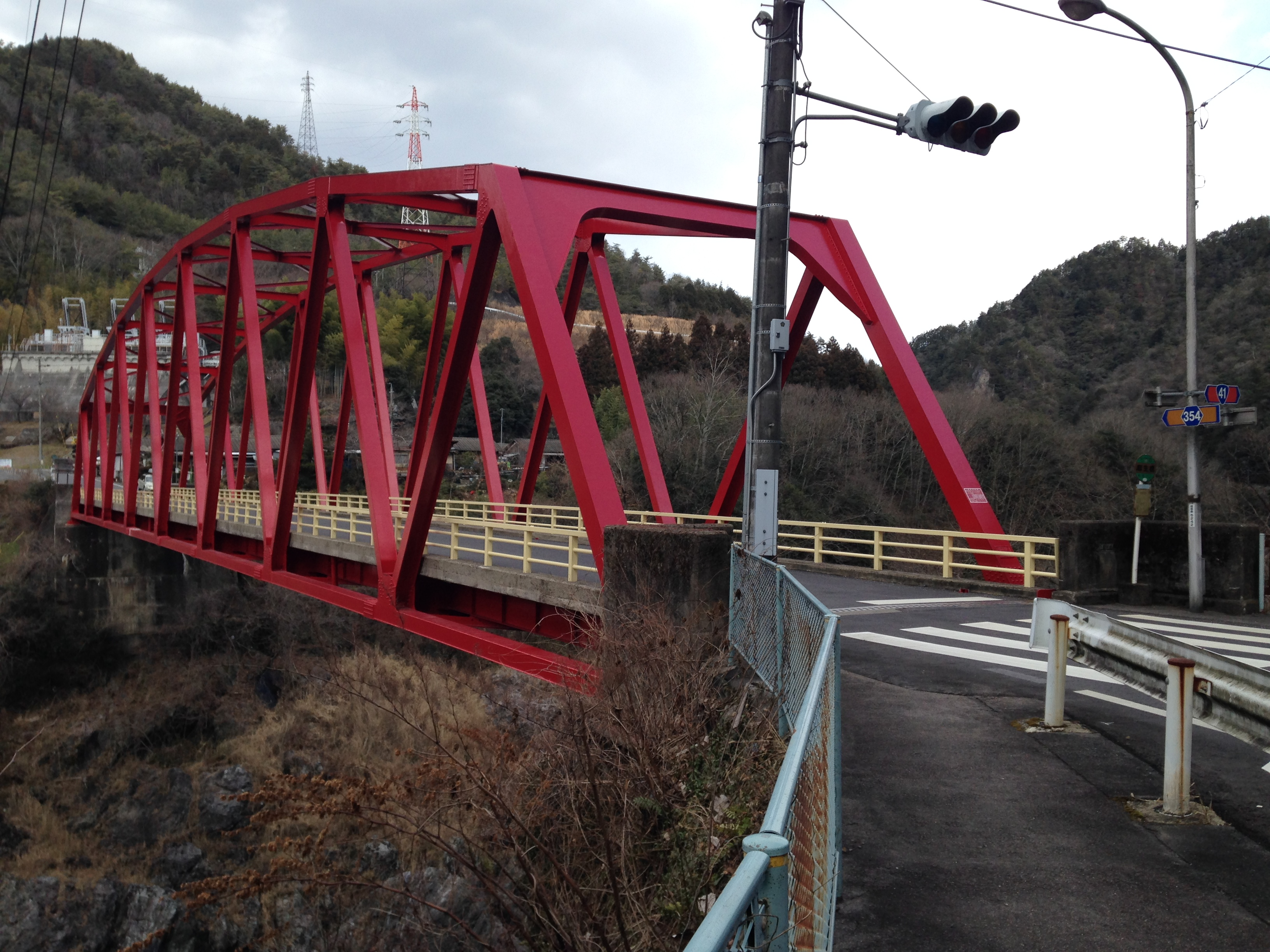
上麻生橋・国道41号との交点付近

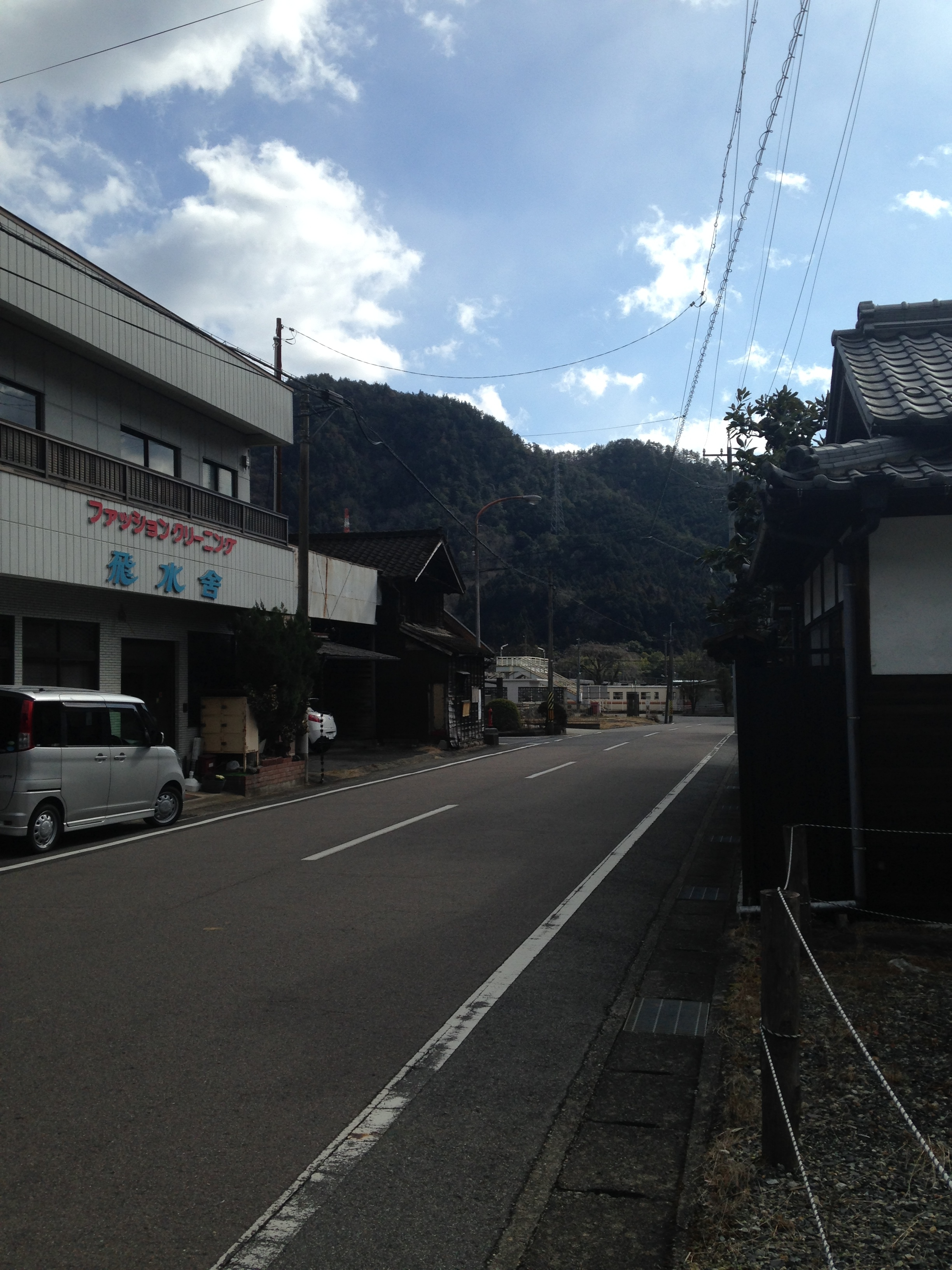
上麻生駅前

岐阜県道354号上麻生停車場線（ぎふけんどう354ごう かみあそうていしゃじょうせん）は、岐阜県加茂郡七宗町内を通る一般県道である。

## 概要

### 路線データ
- 起点：上麻生停車場
- 終点：岐阜県加茂郡七宗町川並（国道41号交点）

## 沿革
- 1977年（昭和52年）2月27日 ： 認定[1]

## 地理

### 通過する自治体
- 岐阜県
  - 加茂郡
    - 七宗町

### 接続する道路
- 岐阜県道64号可児金山線（七宗町上麻生地内で重複）
- 国道41号（飛騨街道）（川並交差点）

### 周辺
- JR高山本線 上麻生駅
- 七宗町役場
- 七宗町立上麻生小学校